# Praia d'Ulé
A Praia d'Ulé fica em Guarapari, no estado do Espírito Santo, à 30kms da capital Vitória e faz parte do Parque Estadual Paulo César Vinha.
É bem frequentada por turistas no verão, mas são os surfistas que praticamente a frenquentam durante todo o ano. principalmente no período de abril a agosto, época que as ondas são mais constantes e fortes.
A praia, que fica numa planície, tem cerca de 4 quilômetros de extensão; a vegetação é bem variada, com restingas e um pouco do que sobrou da mata atlântica.
A praia possui pequenas dunas, cobertas pela rala vegetação, e há pouca infraestrutura (quiosques) na orla.
Há várias estórias sobre a origem de seu nome, uma delas conta que foi pela passagem de um biólogo francês que surgiu o "Ulé", segundo alguns antigos pescadores de Ponta da Fruta - que guiaram o tal biólogo até às dunas via barco - o francês comparou toda praia a uma outra praia francesa com o referido nome pela semelhança que as duas compartilhavam.
Uma segunda estória considerada verdadeira surgiu na década de 1970 quando um pescador de ponta da Fruta de nome Laert Vieira vindo de Vila Velha, achou uma prancha de SURF e presenteou o seu filho adolescente Leopoldino, apelidado de Lé, que passou a pegar ondas nesta praia, por ter boa formação de ondas, dando origem ao nome praia Dulé.